# Siphamia jebbi
Siphamia jebbi är en fiskart som beskrevs av Allen, 1993. Siphamia jebbi ingår i släktet Siphamia och familjen Apogonidae. Inga underarter finns listade i Catalogue of Life.